# Styxon
Styxon és un gènere monotípic d'arnes de la família Crambidae. Conté només una espècie, Styxon ciniferalis, que es troba a la Xina (Guangdong).